# میگل میورا
میگل میورا (اسپانیایی: Miguel Mihura‎؛ ۲۱ ژوئیه ۱۹۰۵ – ۲۷ اکتبر ۱۹۷۷) فیلم‌نامه‌نویس و نمایشنامه‌نویس اهل اسپانیا بود.
او یکی از اعضایِ جنبشِ ادبی موسوم به «نسل ۲۷» بود.
از فیلم‌ها یا مجموعه‌های تلویزیونی که وی در آن‌ها نقش داشته است، می‌توان به خوش آمدید آقای مارشال! اشاره نمود.